# 湖西窯跡群
湖西窯跡群（こさいようせきぐん/こさいかまあとぐん）は、静岡県西部、浜名湖西岸の湖西市域を中心に分布する、古墳時代後半から奈良時代にかけての須恵器の窯跡群、および中世陶器の窯跡群である。7世紀から8世紀代に窯操業の最盛期を迎え、東日本を中心に須恵器の一大流通圏を形成した。

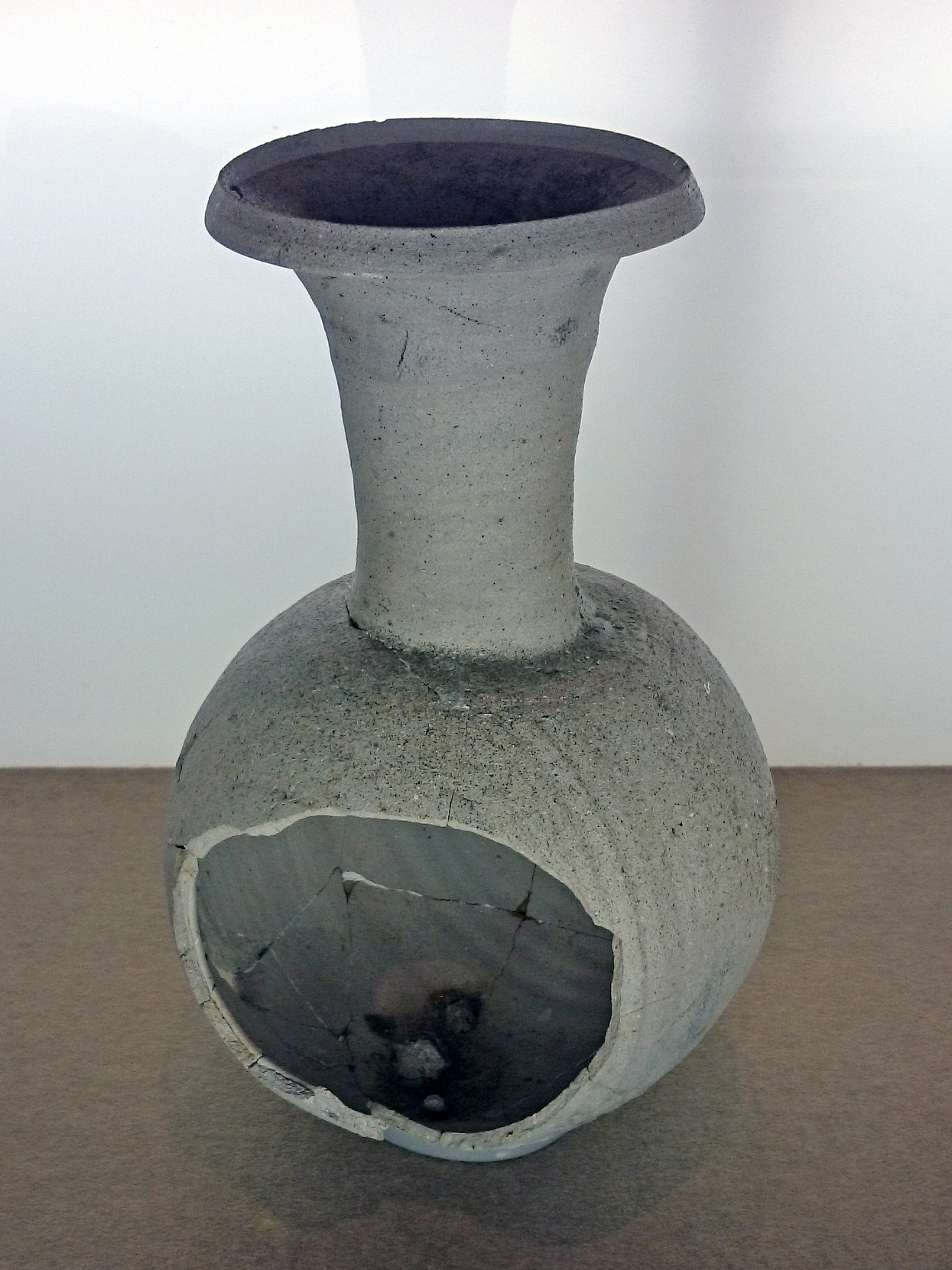
湖西窯のフラスコ瓶（愛知県陶磁美術館蔵・2018年8月12日）

座標: 北緯34度41分37.8秒 東経137度32分03.5秒 / 北緯34.693833度 東経137.534306度

## 概要

### 地形と立地
湖西窯跡群は、湖西市域の南部に位置し、天伯原台地の一角で、遠州灘に面した丘陵地帯（湖西丘陵）に主に分布する。分布域は、西に隣接する愛知県豊橋市域や、旧新居町域にも及び、その数は1000基を数えるとされる。湖西丘陵は、南側では海食崖が発達し、遠州灘に沿うように急峻な斜面が続くが、北側は笠子川や坊瀬川、一ノ宮川、古見川などの浜名湖に注ぐ複数の小中河川が丘陵を著しく開析し、複雑な谷戸地形を形成している。これらの谷地斜面と湧水、産出される良質な粘土（湖西黄土・湖西土）を利用して、古墳時代後半（5世紀末）に窖窯による須恵器生産が開始された。

### 歴史

#### 古代須恵器窯
湖西窯で初めて須恵器の焼成・生産が開始されたのは、5世紀末、湖西市吉美の明通り（あけどおり）窯跡とされている。続く6世紀代には、湖西市域以外にも、豊橋市や、静岡県浜松市、磐田市、袋井市、掛川市などで地点的小規模な須恵器窯が出現し、それぞれに特徴のある須恵器を生産したが、6世紀末から7世紀に入るころから湖西での窯数が増え始め、静岡県内に流通する湖西産須恵器のシェアも増加し、7世紀から8世紀にかけて操業のピークを迎えた。各窯では蓋坏や碗のほか、高坏、はそう、横瓶、平瓶、さらに東海地域の須恵器窯（猿投窯など）に特徴的な丸底の「フラスコ瓶」などの長頸瓶や長頸壺を産出した。これらの製品は静岡県内を始め、関東・東北地方の太平洋側の遺跡から出土しており、最北端は青森県八戸市に達し、東日本に広く流通した。出土量の多い関東地方では古墳や横穴墓の編年研究に利用されている。また西日本でも奈良県や大阪府にまで伝播した。古墳や横穴墓の副葬品として、関東地方では丸底のフラスコ瓶が卓越するのに対し、東北地方では高台を持つ長頸瓶が優位になる傾向が示されている。これらの須恵器窯生産を主導したのは、神（ミワ）氏であったと考えられている。

#### 中世湖西窯
平安時代に入る9世紀には、他の東海地方の須恵器窯のように灰釉陶器の生産に移行することなく、西隣の豊橋市二川窯の出現と入れ替わるように衰退するが、12世紀頃に山茶碗などを生産する中世陶器窯として復活し、碗皿類、壺類のほか、京都府仁和寺円堂院の瓦や、陶製五輪塔の生産などを行った。中世湖西窯は渥美半島の渥美窯（愛知県田原市域を主体とする）と同時期に出現し、窯構造や生産器種などに多くの類似点を持つことから、共通の基盤のもとに成立したと考えられている。なお、渥美窯と中世湖西窯製品の胎土は、同じ天伯原台地の粘土を使用しているため、両窯の峻別が極めて難しく、破片で出土することの多い遠隔消費地の遺跡では「渥美・湖西窯産」とされるか、一括して「渥美窯産」とされている場合が多いという。
その後鎌倉時代の13世紀には日常雑器（山茶碗）主体の生産にシフトしつつ存続するが、14世紀初頭には廃絶した。

## 文化財

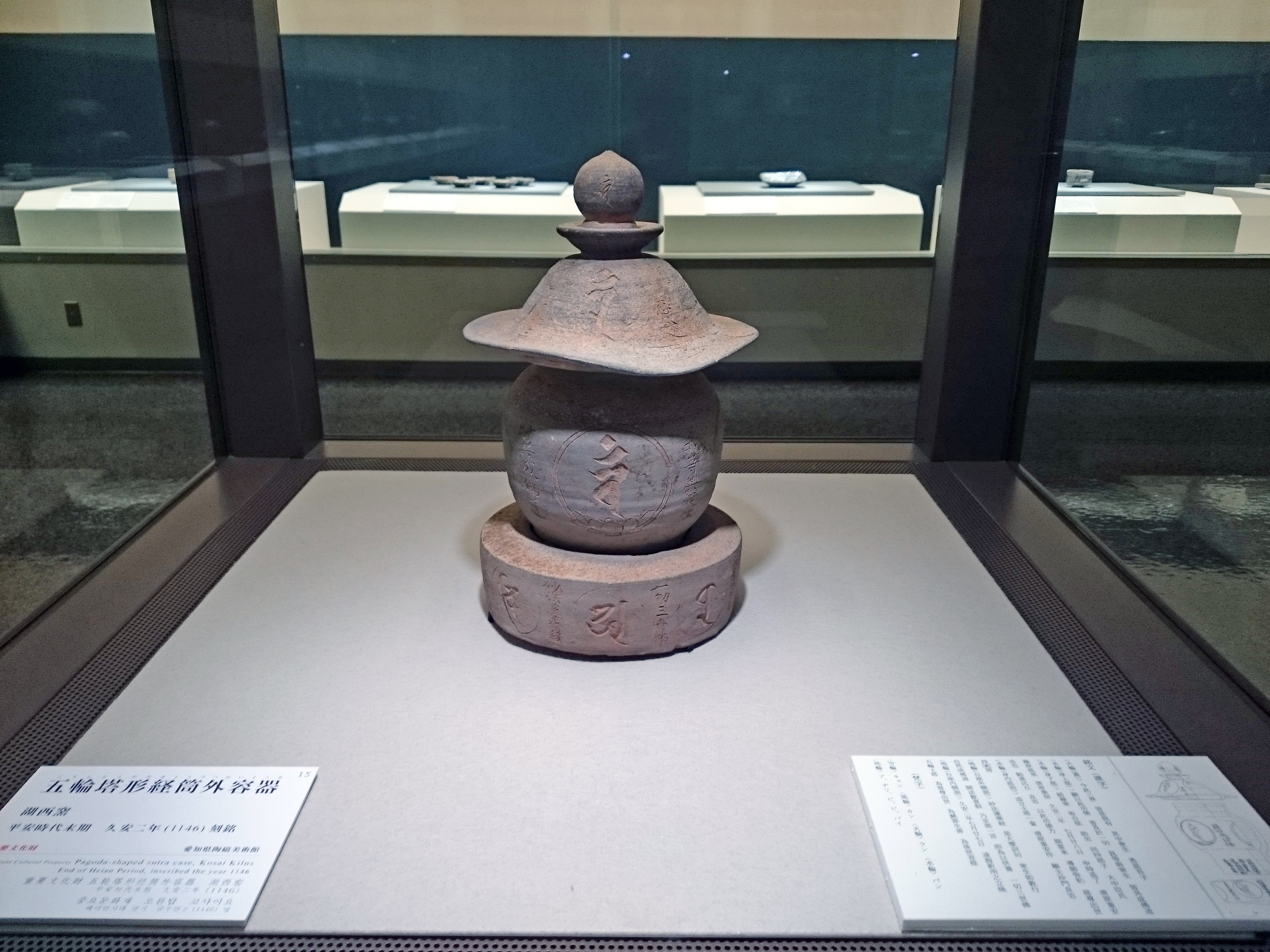
久安2年（1146年）銘陶製五輪塔（愛知県陶磁美術館蔵・2018年8月12日）

- 久安2年（1146年）銘「陶製五輪塔」： 愛知県瀬戸市の愛知県陶磁美術館所蔵の五輪塔型経容器。「遠海新所之立焼」の銘があり、平安時代末に湖西市新所の窯で焼かれたことがわかる資料であり、国の重要文化財に指定されている[15]。